# Рудолф Шмит
Рудолф Шмит (на немски: Rudolf Schmidt) е немски офицер служил по време на Първата и Втората световна война.

## Биография

### Ранен живот и Първа световна война (1914 – 1918)
Рудолф Шмит е роден на 12 май 1886 г. в Берлин, Германска империя. През 1906 г. постъпва в армията като офицерски кадет от пехотата. Участва в Първата световна война и в края ѝ е със звание хауптман.

### Междувоенен период
Между 1 октомври 1937 и 2 ноември 1939 г. командва 1-ва танкова дивизия. На 1 юни 1938 г. е издигнат в чин генерал-лейтенант.

### Втора световна война (1939 – 1945)
По време на битката за Франция и операция „Барбароса“ командва 39-и моторизиран корпус. На 1 юни 1940 г. е издигнат в чин генерал от танковите войски. По време на битката при Москва е действащ командир на 2-ра армия. В периода 26 декември 1941 – 10 юли 1943 г. командва 2-ра танкова група на германско-съветския фронт. На 1 януари 1942 г. е издигнат в чин генерал-полковник. Шмит открито критикува нацисткия режим. Командването му е отнето два дни преди битката при Курск, след като негови писма с анти-нацистки изявления попадат в ръцете на Хитлер. Не е върнат на военна служба, въпреки че е отличен командир. До края на войната е зачислен към резерва.

### Пленяване и смърт
Пленен е от съветските войски през 1947 г. През 1952 г. е осъден на 25 години доброволчески труд, но е пуснат през 1955 г. Умира на 7 април 1957 г. в Крефелд, Германия.

## Военна декорация
| - Германски орден „Железен кръст“ (1914) – II (?) и I степен (?) - Рицарски кръст на Хоенцолерн (?) – с мечове - Български орден „За военна заслуга“ (?) - Турска „Галиополска звезда“ (?) | - Рицарски кръст с дъбови листа - Носител на Рицарски кръст (3 юни 1940) - Носител на Дъбови листа № 19 (10 юли 1941) |